# Gorno Ozirovo
Gorno Ozirovo (bulgariska: Горно Озирово) är ett distrikt i Bulgarien.   Det ligger i kommunen Obsjtina Vărsjets och regionen Montana, i den västra delen av landet, 60 km norr om huvudstaden Sofia.
I omgivningarna runt Gorno Ozirovo växer i huvudsak lövfällande lövskog. Runt Gorno Ozirovo är det ganska glesbefolkat, med 34 invånare per kvadratkilometer.